# Gedenkstätte Feldscheune Isenschnibbe Gardelegen

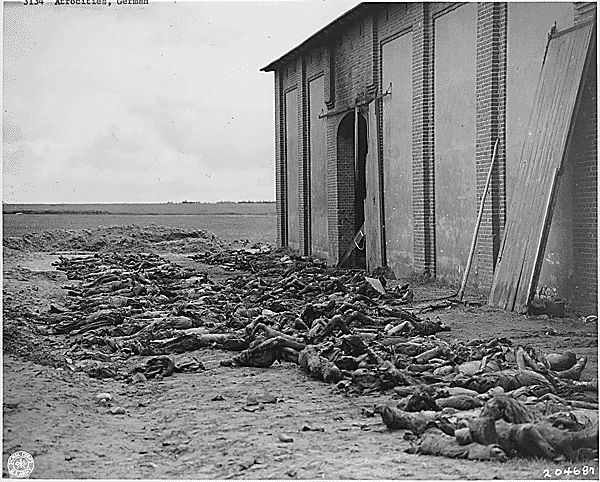
Opfer des Massenmordes, 22. April 1945 in Gardelegen

Die Gedenkstätte Feldscheune Isenschnibbe Gardelegen in Gardelegen in Sachsen-Anhalt erinnert an die Ermordung von mehr als 1016 KZ-Häftlingen bei einem Massaker und bei Todesmärschen um Gardelegen in den letzten Tagen des Zweiten Weltkriegs. Es handelte sich um ein nationalsozialistisches Endphaseverbrechen.
Bis 2015 wurde die Stätte als Mahn- und Gedenkstätte Isenschnibber Feldscheune bezeichnet. Ihren aktuellen Namen vereinbarten die Hansestadt Gardelegen und die Stiftung Gedenkstätten Sachsen-Anhalt gemeinsam in einem Vertrag zur Überführung der vormals kommunalen Gedenkstätte in die Trägerschaft des Landes Sachsen-Anhalt.

## Das Massaker
Am 13. April 1945 wurden in der rund einen Kilometer nordöstlich der Stadt gelegenen Isenschnibber Feldscheune 1.016 KZ-Häftlinge ermordet.

### Hintergrund
Anfang April 1945 wurden die nunmehr frontnahen Außenlager des KZ Mittelbau-Dora in Ellrich-Bürgergarten, Ilfeld, Mackenrode, Nüxei, Osterhagen, Rottleberode, Stempeda und Wieda sowie ein Außenlager des KZ Neuengamme in Hannover-Stöcken vor den herannahenden alliierten Truppen geräumt. Die Lager-Wachmannschaften der SS und der Wehrmacht trieben die KZ-Häftlinge aus den Lagern im Südharzer Vorland teils in Räumungstransporten per Bahn in die Altmark, teils auf Todesmärschen zu Fuß über den Harz. Ihr ursprüngliches Ziel waren wohl die Konzentrationslager Neuengamme, Bergen-Belsen und Sachsenhausen.
In Wernigerode wurden die über den Harz marschierten Häftlingskolonnen in Güterwaggons gepfercht und per Bahn weiter in Richtung Norden transportiert. Eine weitere Gruppe von rund 600 kranken Häftlingen aus dem KZ Hannover-Stöcken wurde direkt in Güterwaggons verladen, um nach Bergen-Belsen gebracht zu werden.
Nach mehrtägigen Fahrten kamen die Transportzüge mit den KZ-Häftlingen aus Hannover und dem Harz in der Umgebung von Gardelegen – in den beiden Ortschaften Mieste und Letzlingen – zum Stehen. Wegen zerstörter Gleisanlagen, defekter Triebfahrzeuge und der herannahenden Front waren die ursprünglichen Zielorte nicht mehr zu erreichen. Insgesamt befanden sich durch diese Situation etwa 4000 bis 5000 Häftlinge in der Region.
Der SS-Hauptscharführer Erhard Brauny und weitere Angehörige der Wachmannschaften, der Wehrmacht und des Volkssturms trieben die Überlebenden der mörderischen Transporte zu Fuß weiter auf Todesmärschen in verschiedene Richtungen. Ein Teil der Häftlinge gelangte schließlich nach Gardelegen in die Remonteschule, eine Kaserne für die Ausbildung der Kavallerie. Dort befanden sich am 13. April 1945 zwischen 1050 und 1100 Häftlinge. Entlang der Marschwege wurden viele Häftlinge ermordet, manchen gelang die Flucht.
Während die Häftlinge in der Kaserne keine Klarheit über ihre weitere Zukunft hatten, ordnete der NSDAP-Kreisleiter Gerhard Thiele deren Ermordung an. Am Abend des 13. April wurden die Häftlinge in Marschkolonnen zu je 100 Personen zu einer Feldscheune des von der Familie Bloch von Blottnitz bewirtschafteten Gutes Isenschnibbe am Stadtrand getrieben. Nicht gehfähige Menschen wurden mit Fuhrwerken transportiert. Nach ihrer Ankunft wurden die Häftlinge in das steinerne und mit Ziegeldach „hartgedeckte“ Gebäude hineingepfercht und eingesperrt. Drei der vier großen Schiebetüren wurden verriegelt.

### Tatverlauf, Täterschaft und Tatbeteiligte

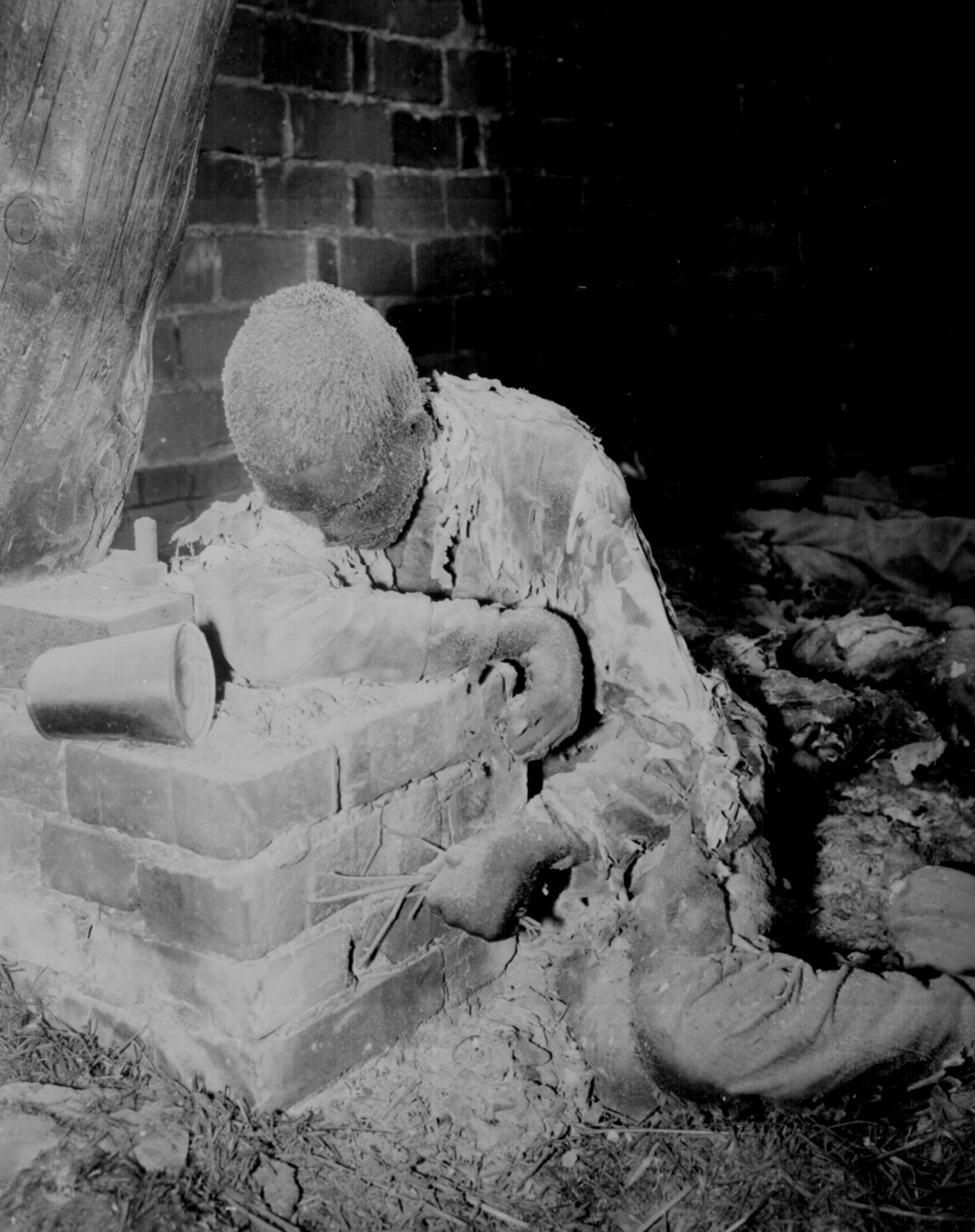
Gardelegen, 16. April 1945

Über den weiteren Tatablauf gibt es im Detail abweichende Darstellungen.
Mehreren Darstellungen zufolge war der Boden der Scheune mit Stroh bedeckt, das von den Tätern mit Benzin getränkt worden war. Die Bewacher entzündeten das Stroh. Die Gefangenen konnten zweimal den Ausbruch des Feuers verhindern, indem sie es mit Kleidungsstücken, Säcken oder Decken erstickten.
Die Schilderungen stimmen darin überein, dass die Wachmannschaft in die Scheune schoss, um die Häftlinge zu töten. Als Mordwerkzeuge werden Maschinengewehre, Handgranaten, Panzerfäuste, Signalmunition und Phosphorgranaten genannt. Mit Sicherheit wurde noch in der Nacht Benzin aus Gardelegen herbeigeschafft, um das Innere der Scheune in Brand zu setzen und die Leichen zu verbrennen.
An der Ermordung und der anschließend versuchten Beseitigung der Spuren am Tatort beteiligten sich Funktionäre der NSDAP, SA-Männer, Mitglieder der SS und Waffen-SS, Soldaten der Luftwaffe und der örtlichen Kavallerieschule, Angehörige einer Fallschirmjägereinheit, Polizeikräfte, Angehörige der Hitlerjugend, Volkssturmmänner, Angehörige des Reichsarbeitsdienstes, Angehörige des Technischen Notdienstes und der Feuerwehr. Zudem setzten die Tatbeteiligten zu ihrer organisatorischen Unterstützung auch 25 Kapos als Funktionshäftlinge ein. Das Verscharren der teils verkohlten Leichen nach dem Massaker in anonymen Massengruben neben der Scheune gelang allerdings nur unvollkommen.
Die Opfer des Massakers stammten aus Polen, der damaligen Sowjetunion, Frankreich, Ungarn, Belgien, Deutschland, Italien, der ehemaligen Tschechoslowakei und Jugoslawien, den Niederlanden und Spanien sowie aus den damaligen Kolonien Surinam und Algerien. Eine über viele Jahrzehnte hinweg irrtümlich einem KZ-Häftling aus Mexiko zugeschriebene Grablage konnte 2023 einem ermordeten Algerier zugeschrieben werden. Nur von 305 Ermordeten ließ sich nach der Entdeckung des Tatorts die namentliche Identität ermitteln. Die Anzahl der Überlebenden des Massakers wird nach unterschiedlichen Quellen mit 7 bis 33 angegeben.

## Die Alliierten in Gardelegen
Am 14. April 1945 gegen 17 Uhr nahm die 102. US-Infanteriedivision der US-Armee unter ihrem Befehlshaber Brigadegeneral Frank A. Keating Gardelegen ein. Die Kapitulation der Stadt erfolgte gegen 19 Uhr, genau 24 Stunden nach dem Beginn des Massenmordes. Am 15. April entdeckten US-amerikanische Soldaten der Kompanie F, 2. Bataillon, 405. Regiment, 102. US-Infanteriedivision den Ort des Geschehens.
Nach Augenzeugenberichten wurden 20 SS-Männer als Beteiligte am Massenmord von den Amerikanern an Ort und Stelle erschossen. Der Hauptverantwortliche für den Massenmord von Gardelegen, der NSDAP-Kreisleiter und SS-Obersturmbannführer Gerhard Thiele, konnte mit falschen Papieren untertauchen; er wurde nie gefasst, starb 1994 und wurde erst danach enttarnt. SS-Hauptscharführer Erhard Brauny, einer der Transportführer, wurde 1947 in Dachau zu lebenslanger Haftstrafe verurteilt und starb 1950.

### Der Ehrenfriedhof

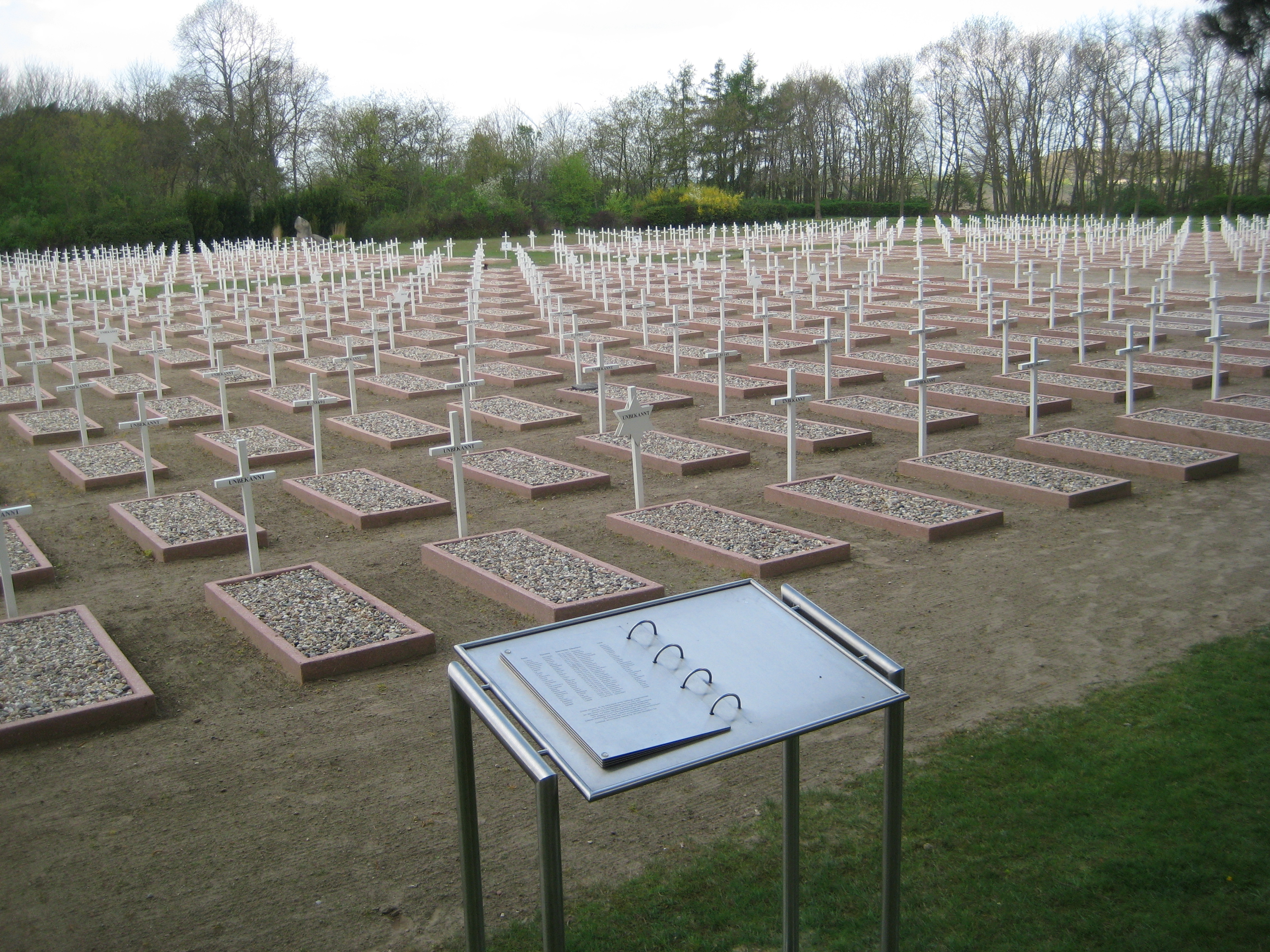
Gedenkbuch mit den Namen der Ermordeten vor den Gräbern auf dem Ehrenfriedhof

Nach der Entdeckung des Massakers zwangen die Amerikaner die Einwohner Gardelegens, den Tatort zu besichtigen. Alle männlichen Einwohner über 16 Jahren – 250 bis 300 Personen – wurden mit Laken, Spaten und Grabkreuzen zur Scheune beordert und mussten die teils noch in der Scheune liegenden, teils bereits verscharrten Opfer exhumieren und unweit der ausgebrannten Scheune in würdigen Einzelgräbern bestatten. Die Gräber wurden jeweils mit einem weißen Kreuz oder, bei Kenntnis jüdischer Religionszugehörigkeit, mit einem weißen Davidstern versehen. Dies wurde auch gefilmt. Im Film sind Bergungen ganzer Leichen zu sehen, aber auch Szenen, bei denen sich Körperteile ablösen. Diese Szenen sind Bestandteil des Dokumentarfilms Die Todesmühlen. Die Bestattungen dauerten vier Tage. Der Friedhof erhielt bei seiner offiziellen Einweihung am 25. April 1945 durch die amerikanischen Truppen den Status eines militärischen Ehrenfriedhofs, für dessen Schändung schwerste Strafen angedroht wurden. Von der zunächst amerikanischen Militärverwaltung wurden Einwohner Gardelegens zur persönlichen und lebenslangen Pflege eines bestimmten Grabes verpflichtet. Später, während des Bestehens der Deutschen Demokratischen Republik (DDR), wurde diese Aufgabe an einzelne Gruppen der Freien Deutschen Jugend (FDJ) sowie an Schulklassen und betriebliche Arbeitsbrigaden übertragen.
In seiner Ausgabe vom 7. Mai 1945 berichtete das US-amerikanische Magazin Life über das Massaker und bezeichnete es als The Holocaust of Gardelegen.
Die ursprüngliche Gedenktafel der US-Amerikaner, die den Ort zum Militärfriedhof erklärte und der Bevölkerung Strafen für jede Friedhofsschändung androhte, wurde 1965 auf Beschluss der SED-Kreisleitung entfernt und durch eine neue Tafel ersetzt. Diese verschwieg, dass sich im April 1945 auch Zivilisten aus der Region an der Ermordung von KZ-Häftlingen beteiligt hatten. Ebenso wurde dort die Ankunft der amerikanischen Truppen in Gardelegen und die von ihnen angeordnete Bestattung der Ermordeten nicht mehr erwähnt. Stattdessen hieß es auf der neuen Tafel: „DIE BEVÖLKERUNG HAT SIE BEGRABEN UND IHNEN EIN MAHNMAL ERRICHTET. DIESE STÄTTE SOLL UNS STETS MAHNUNG UND VERPFLICHTUNG IM KAMPF GEGEN FASCHISMUS UND KRIEG, FÜR FRIEDEN UND EIN GLÜCKLICHES LEBEN ALLER MENSCHEN IM SOZIALISMUS SEIN.“ Die ursprüngliche Gedenktafel der US-Amerikaner wurde als Baumaterial für eine Schuppenwand auf dem städtischen Friedhof verwendet. Eine Kopie der ursprünglichen Gedenktafel wurde der Gedenkstätte im Jahr 1990 wieder beigefügt. Im Zuge der Recherchen für die neue Dauerausstellung entdeckten Mitarbeiter der Gedenkstätte die originale Gedenktafel wieder. Seit Herbst 2020 ist sie in der neuen Dauerausstellung im fertiggestellten Dokumentationszentrum als Exponat zu sehen.
Eine namentliche Zuordnung der Einzelgräber auf dem Ehrenfriedhof gelang bis heute nur bei etwa einem Drittel der Opfer. Diese Namen sind seit 2011 in einem metallenen Namenbuch am Rand des Friedhofs verzeichnet. Einige namentlich bekannte Opfer aus Belgien und Frankreich wurden nach 1945 exhumiert und in ihre Heimat überführt.
Neben diesem Ehrenfriedhof befinden sich 13 weitere KZ-Kriegsgräberstätten in Berge, Breitenfeld, Estedt, Hottendorf, Jävenitz, Letzlingen, Mieste, Roxförde, Sichau, Solpke, Wernitz, Wannefeld und Zichtau.

### Die Feldscheune

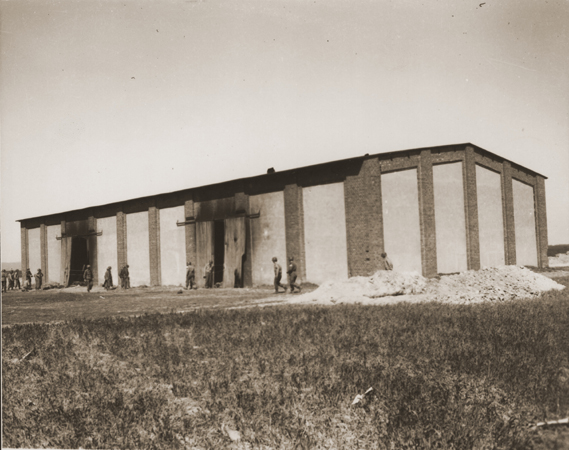
Isenschnibber Feldscheune nach der Ankunft der Amerikaner

Die durch das Feuer nicht komplett zerstörte Scheune wurde nach dem Krieg von sowjetischen Soldaten genutzt, die u. a. auf dem angrenzenden Truppenübungsplatz Colbitz-Letzlinger Heide eingesetzt waren. Ein wesentlicher Teil der Ruine diente der Bevölkerung in den Nachkriegsjahren als inoffizieller Steinbruch für andere Bauten. Um die noch vorhandenen baulichen Reste vor zunehmendem Verfall zu bewahren, regten lokale Behörden im Jahr 1949 die Errichtung einer Mahn- und Gedenkstätte auf dem Gelände des historischen Tatorts an. Hierfür wurde ein Teil der Scheunenfassade aufgearbeitet und mit Stützmauern gesichert.

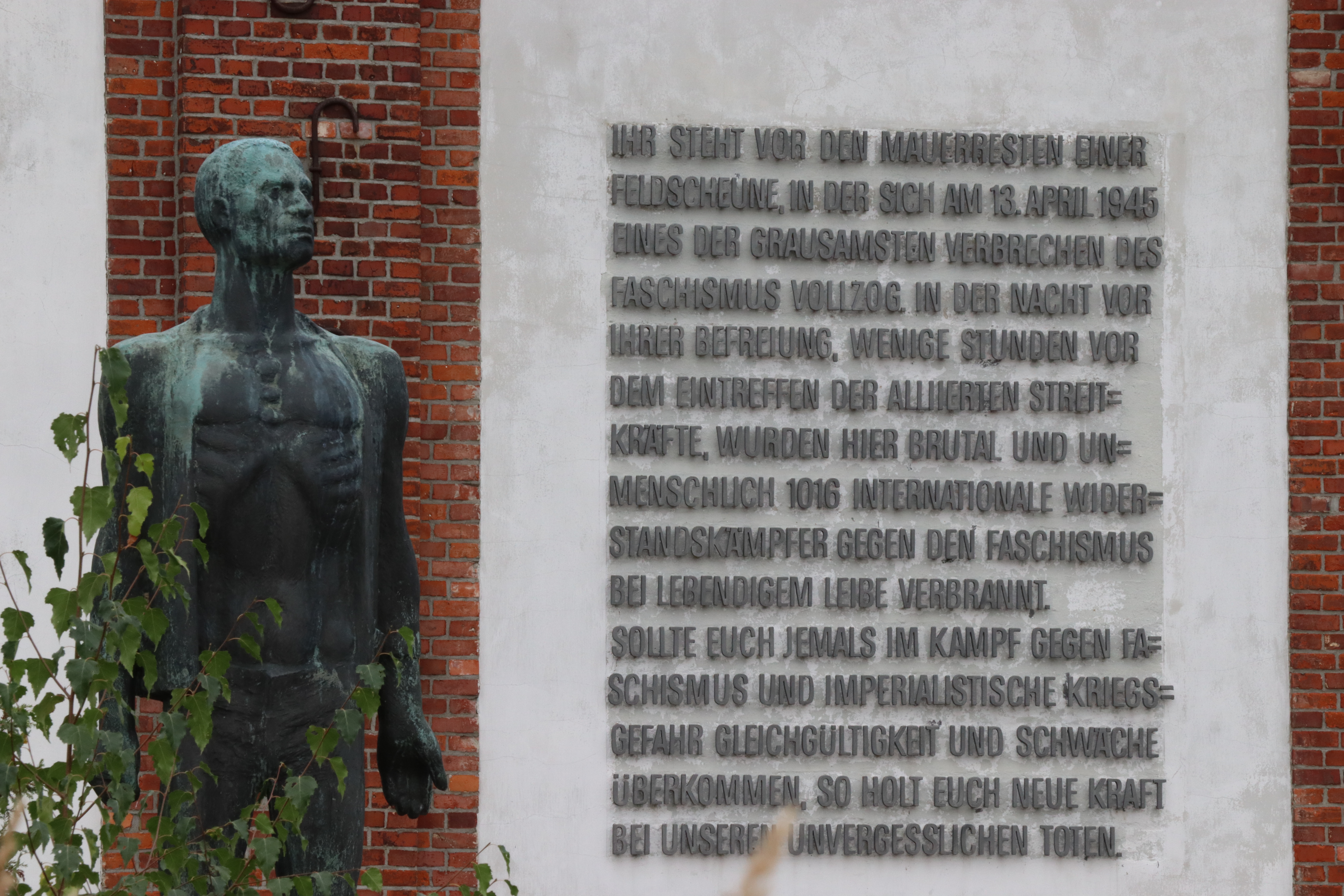
Bronze-Statue der Gedenkstätte vor der Inschrift an der Scheunenfassade

An der Fassade wurde folgende Inschrift angebracht: „IHR STEHT VOR DEN MAUERRESTEN EINER FELDSCHEUNE, IN DER SICH AM 13. APRIL 1945 EINES DER GRAUSAMSTEN VERBRECHEN DES FASCHISMUS VOLLZOG. IN DER NACHT VOR IHRER BEFREIUNG, WENIGE STUNDEN VOR DEM EINTREFFEN DER ALLIIERTEN STREITKRÄFTE, WURDEN HIER BRUTAL UND UNMENSCHLICH 1016 INTERNATIONALE WIDERSTANDSKÄMPFER GEGEN DEN FASCHISMUS BEI LEBENDIGEM LEIBE VERBRANNT. SOLLTE EUCH JEMALS IM KAMPF GEGEN FASCHISMUS UND IMPERIALISTISCHE KRIEGSGEFAHR GLEICHGÜLTIGKEIT UND SCHWÄCHE ÜBERKOMMEN, SO HOLT EUCH NEUE KRAFT BEI UNSEREN UNVERGESSLICHEN TOTEN.“ An einer nachträglich errichteten Umgrenzungsmauer, die an die Fassade anschließt, wurde der Schriftzug „UND SIE HABEN DOCH GESIEGT“ angebracht.

## Die Gedenkstätte

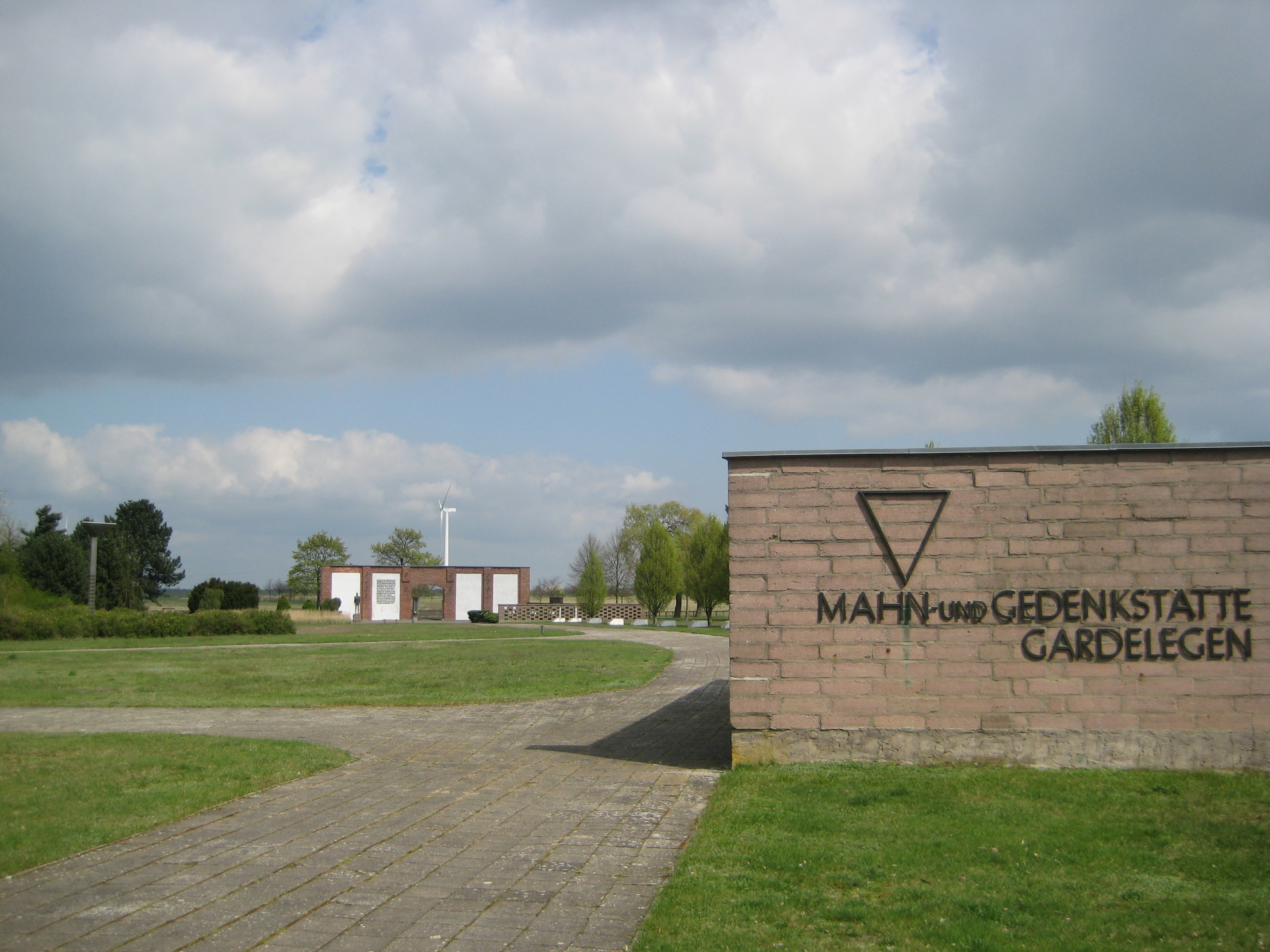
DDR-zeitlich entstandene Bauelemente in der Gedenkstätte Feldscheune Isenschnibbe Gardelegen

Am 14. April 1946 wurde auf dem Ehrenfriedhof zum ersten Jahrestag des Massakers ein Gedenkstein in Anwesenheit überlebender Häftlinge eingeweiht.
Auf dem Gelände des historischen Tatorts entstand zu DDR-Zeiten zwischen 1949 und 1971 in mehreren Bauphasen eine Mahn- und Gedenkstätte. Sie bestand aus dem 1953 als Gedenkmauer eingeweihten Fassadenrest der Feldscheune, dem Friedhof, einem Unterstand mit Gedenktafeln und der Übersichtskarte mit den Orten im direkten Umkreis von Gardelegen, in denen weitere KZ-Häftlinge während der Todesmärsche ermordet wurden. Zentrales Gestaltungselement war ein Versammlungsplatz vor der Gedenkmauer. Entlang des einstigen Aufmarschwegs zu diesem Platz befinden sich auf Ländersteinen die Namen der Staaten (mit historischen Bezeichnungen nach dem Stand der 1970er Jahre), aus denen die Opfer stammten. Vor der Scheunenfassade steht eine 1971 errichtete Bronzestatue des Bildhauers Joachim Sendler, deren Gesichtszüge von Albert Kuntz inspiriert sind. Für Zeremonien während des Bestehens der DDR wie die Vereidigungen von Soldaten wurden ein breiter Rundweg und eine steinerne Rednertribüne angelegt und zwei Feuerschalen installiert.
Während des Bestehens der DDR wurden jährlich um den 13. April Gedenkveranstaltungen durchgeführt, die von der SED organisiert und von Betrieben, der Verwaltung und anderen Institutionen besucht wurden. In den Jahren nach der Wiedervereinigung fanden die Gedenkveranstaltungen zum Jahrestag des Massakers weniger zentral organisiert statt. Seit 2016 übernimmt die Gedenkstätte Feldscheune Isenschnibbe Gardelegen in Zusammenarbeit mit der Hansestadt Gardelegen die Organisation der jährlichen Gedenkveranstaltungen zum Jahrestag des Massakers.
Das Konzept der Gedenkstätte und die Neubeschriftung von Schautafeln auf dem Gelände waren in den 2000er Jahren lange umstritten. Im Dezember 2008 wurde zwischen der Stadt Gardelegen und der Stiftung Gedenkstätten Sachsen-Anhalt vereinbart, die Gedenkstätte neu zu gestalten. Am 13. April 2011 wurde auf dem Gelände der Gedenkstätte ein neues Informationssystem zur Geschichte des historischen Ortes eingeweiht.
Ein Beschluss des Landtags von Sachsen-Anhalt vom Dezember 2012 sah vor, die bis dahin städtische Mahn- und Gedenkstätte in die Trägerschaft der landeseigenen Gedenkstättenstiftung aufzunehmen. Zum 1. Mai 2015 wurde der Beschluss vollzogen. In den darauffolgenden Jahren errichtete die Stiftung auf dem Gelände der Gedenkstätte ein Dokumentationszentrum mit einer Dauerausstellung und weiteren öffentlichen Bildungs- und Informationsangeboten.
Der Baubeginn für dieses neue Gebäude erschien Ende 2016 plötzlich gefährdet, als öffentlich bekannt wurde, dass die Landesregierung unerwartet keine Mittel für das Vorhaben im Doppelhaushalt 2017/2018 des Landes Sachsen-Anhalt einzuplanen beabsichtige. Dabei hatte bereits der Landtagsbeschluss von 2012 den Bau eines Dokumentationszentrums zur Bedingung für die Überführung der vormals kommunalen Gedenkstätte in die Trägerschaft des Landes gemacht. Neben dem Stadtrat der Hansestadt Gardelegen und dem Kreistag des Altmarkkreises Salzwedel sprachen sich daraufhin auch mehrere regionale Bürgerinitiativen, zahlreiche Familienangehörige der beim Massaker Ermordeten aus vielen Ländern und internationale Verbände der KZ-Überlebenden für eine planmäßige Verwirklichung des Bauvorhabens aus. Besonders sichtbar wurde diese breite öffentliche Unterstützung im Januar 2017, als sich mehrere Hundert Menschen mit Kerzen zu einer Lichterkette auf dem Baufeld in der Gedenkstätte versammelten und den Grundriss des geplanten Gebäudes nachbildeten. Nach dieser friedlichen Demonstration von zivilgesellschaftlicher Seite bewilligte der Landtag von Sachsen-Anhalt die Haushaltsmittel für den Bau des Dokumentationszentrums.

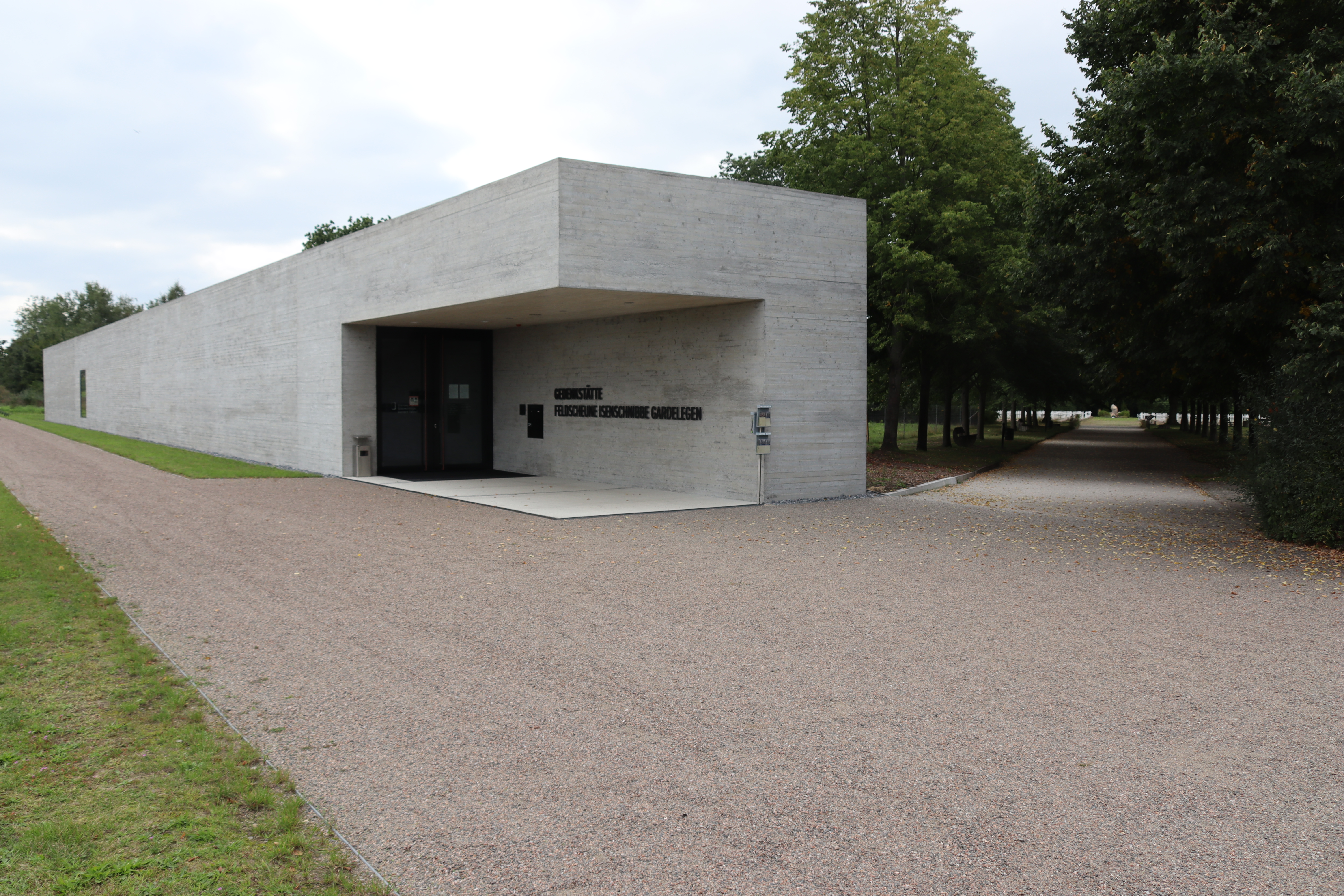
Das Dokumentationszentrum steht am Zugang zur Gedenkstätte

Der erste Spatenstich für das neue Gebäude erfolgte im April 2018, die feierliche Grundsteinlegung im Juni 2018, die Schlüsselübergabe im Oktober 2019. Eine vollständige Inbetriebnahme und feierliche Kompletteröffnung des fertiggestellten Dokumentationszentrums zusammen mit der darin eingebauten Dauerausstellung durch Bundespräsident Frank-Walter Steinmeier sollte im Rahmen einer öffentlichen Gedenkveranstaltung zum 75. Jahrestag des Massakers von Gardelegen am 6. April 2020 stattfinden. Wegen der Covid-19-Pandemie in Deutschland musste diese Veranstaltung im März 2020 jedoch abgesagt und die Gedenkstätte vorübergehend für das Publikum geschlossen werden. Deshalb bietet die Gedenkstätte nun vermehrt Angebote im Internet an und organisierte ein digitales Mitmach-Gedenken zum 75. Jahrestag des Massakers.
Im September 2020 wurde das fertiggestellte Dokumentationszentrum mit der neuen Dauerausstellung für das Publikum zugänglich. Bundespräsident Frank-Walter Steinmeier und Ministerpräsident Reiner Haseloff eröffneten das neue Gebäude und die Ausstellung am 15. September 2020 anlässlich des Internationalen Tages der Demokratie im Rahmen eines geladenen Festaktes, der per TV- und Internet-Livestream öffentlich übertragen wurde. Ab dem 17. September 2020 öffnete das Dokumentationszentrum mit der Dauerausstellung regulär für das Besuchspublikum.
Die Gedenkstätte befindet sich am nordöstlichen Stadtrand von Gardelegen am Ende der von der Landesstraße 27 (Gardelegen–Neuendorf am Damm) abzweigenden städtischen Zufahrtsstraße „An der Gedenkstätte“.
Zur Gedenkstätte gehört als Außenstelle auch das Todesmarschdenkmal Dolle in der Gemeinde Burgstall (Landkreis Börde).

## Gedenksteine
Seit Mitte der 1960er-Jahre wurden insgesamt 75 Gedenksteine entlang der Straßen und Wege von den Bahnhöfen in Mieste und Letzlingen bis zur Gedenkstätte errichtet. Die weißen, rechteckigen Steine mit rotem Dreieck in der oberen Hälfte stehen im Abstand von etwa 500 Metern entlang der damaligen Route und symbolisieren den Weg der Häftlinge.
Für einige Gedenksteine übernehmen Betriebe, Privatpersonen, Gewerkschaften und Parteien eine ehrenamtliche Patenschaft, um für deren gepflegtes öffentliches Erscheinungsbild zu sorgen. Schwer zugängliche Gedenksteine, etwa in den Zichtauer Hellbergen zwischen Solpke und Breitenfeld, sind ohne eine solche zivilgesellschaftliche Patenschaft. Die Lebenshilfe Altmark West kümmert sich im Auftrag der Stadt Gardelegen um die Farbpflege aller Gedenksteine, um sie als Denkmäler zu erhalten.
Mitte September 2021 existierten noch 68 Gedenksteine. Im November 2022 waren es 66. Immer wieder werden einzelne Gedenksteine geschändet, zuletzt im Januar 2021.
Am 4. März 2024 wurden vor einem ehemaligen Pfarrhaus in Gardelegen vier Stolpersteine verlegt, um an vier niederländische KZ-Häftlinge zu erinnern, die dem Massaker in der Feldscheune entgingen. Sie wurden vom Pfarrer Friedrich Franz auf dem Dachboden über seinem Schweinestall versteckt. Es waren die ersten Stolpersteine in Gardelegen für nichtjüdische NS-Opfer.

## Grabschändungen und Vandalismus
Zeitweilen kommt es an der Gedenkstätte Feldscheune Isenschnibbe Gardelegen zu Grabschändungen, Störungen der Totenruhe und Vandalismus.
Im Oktober 2012 und im Januar 2013 wurden Grabkreuze vom Ehrenfriedhof für die Ermordeten des Massakers herausgerissen und auf einer benachbarten Wiese zu einem Hakenkreuz zusammengelegt.
Im Juli 2019 wurde eine polnische Widmungstafel zur Würdigung des Andenkens an die Ermordeten des Massakers gestohlen.
Ebenfalls im Juli 2019 schändeten zwei Männer die Gedenkstätte und das Andenken an die dort beigesetzten Ermordeten des Massakers, indem sie auf dem Gelände den Hitlergruß zeigten und auf Gräber des Ehrenfriedhofes urinierten. Hierfür wurden sie vom Amtsgericht Gardelegen im Januar 2023 zu Bewährungsstrafen und Bußgeldern verurteilt.
Im Februar 2023 wurden drei Informationstafeln sowie ein Informationsständer gestohlen. Auch wurden erneut drei Widmungstafeln gestohlen:
- Die Französische, die von der Vereinigung der Überlebenden des KZ Mittelbau-Dora und des KZ Buchenwald gestiftet wurde
- Die US-amerikanische: Das Bataillon, welches 1945 den Tatort des Massakers fand, stiftete die Widmungstafel im Jahr 2000.
- Eine deutsche Widmungstafel, welche sich bereits lange Zeit auf der Gedenkstätte befand.

Anfang April 2023, wenige Tage vor der Gedenkveranstaltung zum 78. Jahrestag des Massakers in der Isenschnibber Feldscheune vom April 1945, wurden an mehreren Gräbern ermordeter KZ-Häftlinge auf dem Ehrenfriedhof Kreuze und Davidsterne herausgerissen, umgestoßen und beschädigt.